# Казачелокнянский сельсовет
Казачелокнянский сельсовет — муниципальное образование со статусом сельского поселения в Суджанском районе Курской области Российской Федерации.
Административный центр — село Казачья Локня.

## История
Статус и границы сельсовета установлены Законом Курской области от 21 октября 2004 года № 48-ЗКО «О муниципальных образованиях Курской области».

## Население
| 2002 | 2010 | 2012 | 2013 | 2014 | 2015 | 2016 |
| ---- | ---- | ---- | ---- | ---- | ---- | ---- |
| 858  | ↘749 | ↘741 | ↘731 | ↗747 | ↗775 | ↘774 |
| 2017 | 2018 | 2019 | 2020 | 2021 |      |      |
| ↗798 | ↘788 | ↗818 | ↘815 | ↗873 |      |      |

## Состав сельского поселения
| № | Населённый пункт | Тип населённого пункта       | Население |
| - | ---------------- | ---------------------------- | --------- |
| 1 | 2-й Княжий       | хутор                        | ↘37       |
| 2 | Богдановка       | деревня                      | ↗31       |
| 3 | Зазулевка        | хутор                        | ↘15       |
| 4 | Казачья Локня    | село, административный центр | ↘605      |
| 5 | Кубаткин         | хутор                        | ↘33       |
| 6 | Южный            | хутор                        | ↘28       |